# Майна (река, впадает в Куйбышевское водохранилище)
Майна (тат. Майна) — река в России, протекает по Мелекесскому, Старомайнскому и Спасскому районам Ульяновской области и Татарстана. Левый приток Волги.

## Описание
Длина реки — 62 км (из них 14,4 км в Татарстане).
Исток реки находится в 4 км к востоку от села Иске-Рязап Спасского района Татарстана. Впадает в Старомайнский залив Куйбышевского водохранилища на территории Ульяновской области на высоте 53 метра над уровнем моря.
Русло очень извилистое. На большом протяжении протекает по лесному массиву.
На реке расположены всего два села — Старое Рождествено и Лесное Никольское (оба в Старомайнском районе Ульяновской области).

## Характеристика
Майна имеет 8 притоков, наиболее крупные из которых — Красная (28,3 км), Кандалка (20 км), Тинарка (15 км). Густота речной сети бассейна 0,13 км/км², 26 % его территории покрыто лесом.
Характер водного питания смешанный, преимущественно снеговой. Модуль подземного питания 1-3 л/(с×км²). Средний многолетний слой годового стока в бассейне 84 мм, слой стока половодья 64 мм. Весеннее половодье начинается обычно в конце марта. Ледостав в первой декаде ноября. Средний многолетний меженный расход воды в устье 0,068 м³/с.
Вода умеренно жёсткая (3-6 мг-экв/л) весной, очень жёсткая (9-12 мг-экв/л) зимой и летом. Общая минерализация 100—200 мг/л весной, 500—700 мг/л зимой и летом.

## Данные водного реестра
По данным государственного водного реестра России относится к Нижневолжскому бассейновому округу, водохозяйственный участок реки — Куйбышевского водохранилища от посёлка городского типа Камское Устье до Куйбышевского гидроузла, без реки Большой Черемшан. Речной бассейн реки — Волга от верхнего Куйбышевского водохранилища до впадения в Каспий.
Код объекта в государственном водном реестре — 11010000512112100004581.